# MásMóvil
MásMóvil Ibercom S.A., il cui nome commerciale è in spagnolo Grupo MásMóvil, è una società spagnola di servizi di telecomunicazioni.
Ha diverse filiali, di cui le più importanti sono: Yoigo (che utilizza anche i marchi MásMóvil e LlamaYA), Pepephone, Lebara España e Lycamobile España.
Nel primo trimestre del 2020, il gruppo MásMóvil ha avuto 10,5 milioni di clienti e realizzato ricavi totali per 445 milioni di euro.

## La storia

### 2006
La società è stata fondata il 19 febbraio 2006 da Meinrad Spenger e Christian Nyborg.

### 2008
Dopo l'approvazione della CMT il 12 maggio 2006, il servizio è stato lanciato commercialmente il 19 febbraio 2008.

### 2012
Nel marzo del 2012, nel World Wide Web Ibercom a San Sebastián, ha iniziato a negoziare sul M.A.B. Mercado Alternativo Bursátil che tradotto all'italiano è mercato azionario alternativo.

### 2014
Nel marzo del 2014 si è fusa con Ibercom, una società quotata M.A.B. e che ha acquisito formalmente Másmóvil, al fine di mantenere la quotazione. Di conseguenza, gli azionisti di MásMóvil prenderebbero il 45% di Ibercom; di questo pacchetto, i fondatori dell'operatore, Meinrad Spenger e Christian Nyborg, avrebbero circa il 7% e i fondi gestiti dalla società di capitali di rischio Inveready, l'11%. Da parte loro, alcuni fondatori di Ibercom, José Poza e Luis Villar, controllerebbero congiuntamente il 32% della società risultante (MásMóvil Ibercom).
Durante gli anni 2014 e 2015, ha acquistato piccole aziende come Neo, Quantum Telecom, Xtra Telecom, Embou e YouMobile. In questi anni ci sono aumenti di capitale con l'ingresso di fondi comuni di investimento e "family-office", che aumentano la disponibilità di risorse.

### 2015
Il 10 agosto 2015 ha acquisito le attività risultanti dagli impegni di cessione assunti da Orange España dinanzi alla Commissione europea per ottenere l'autorizzazione alla sua fusione con Jazztel (reti in fibra, ecc.).

### 2016
Il 28 aprile 2016 ha acquistato il 100% delle azioni di Pepephone, per un costo di 158 milioni di euro.
Il 21 giugno 2016, MásMóvil Ibercom ha acquisito il 100% di Yoigo, il quarto operatore di telefonia mobile in Spagna, dopo aver raggiunto un accordo con gli azionisti Telia, ACS, FCC e Abengoa. Il prezzo di acquisto è stato di 612 milioni di euro ed è stato autorizzato a settembre del 2016. Questo operatore è diventato una filiale di MásMóvil Ibercom. Ha mantenuto il marchio Yoigo ed ha anche iniziato a utilizzare il marchio MásMóvil.
Dopo l'acquisto di Yoigo da parte del gruppo MásMóvil, il marchio MásMóvil è diventato un marchio commerciale di Yoigo, una società che è diventata una filiale del gruppo MásMóvil.

### 2017
Il 31 gennaio 2017, ha annunciato l'acquisizione dell'operatore di telecomunicazioni LlamaYA per 41 milioni di euro, continuando il suo interesse ad espandere la sua linea di business e rafforzando la sua posizione di quarto operatore in Spagna.
Il 14 luglio 2017, MasMovil Ibercom è passato dalla quotazione al mercato azionario alternativo alla quotazione sul mercato continuo della borsa di Madrid, operazione che è stata la prima nella storia del MAB in cui una società quotata è andata in borsa a Madrid. Attualmente, il Gruppo ha 10,5 milioni di clienti ed oltre 1.000 dipendenti. LlamaYA è diventato un marchio commerciale di Yoigo.

### 2018
Il 21 novembre 2018, acquista Lebara España, un operatore mobile virtuale senza una propria rete con 423.000 clienti in particolare nel segmento dell'immigrazione (precedentemente acquistata da Lebara Mobile Group B.V. attraverso la sua controllata Lebara Ltd). Il prezzo che derivava dall'operazione era in linea di principio di 50 milioni di euro.

### 2019
Nel luglio 2019, ha acquisito Hits Mobile, un altro operatore mobile virtuale spagnolo senza una propria rete.

#### 2
Nel marzo 2024 Orange e MasMovil si fondono per creare il primo operatore di telefonia fissa e mobile in Spagna, battendo Telefonica con 37 milioni di linee attive, laddove invece Telefonica resta il primo operatore per fatturato.

024 Orange (azienda)

## L'immagine aziendale
Il colore aziendale del gruppo è il giallo.
Il suo marchio identitario prima era basato sul gioco con un punto esclamativo (!) che sostituiva la lettera "i". Nel 2018, il gruppo ha cambiato il suo logo, evidenziando la parola MAS, che significa attenzione al cliente, atteggiamento positivo e semplicità.

## Le filiali e la copertura in Europa

### Spagna
- Yoigo: filiale che offre, attraverso i marchi MásMóvil e LlamaYA, rete fissa, mobile ed Internet (fibra e 4G).
- Pepephone: filiale che offre telefonia mobile ed Internet (fibra e 4G).
- Lebara España: filiale che offre telefonia mobile ed Internet (4G).
- Hits Mobile: offre telefonia mobile ed Internet (4G).

La copertura utilizzata è principalmente la copertura di Yoigo. Inoltre, ha accordi con Orange España e Movistar España per avere una copertura dove Yoigo non c'è. Tuttavia, Lebara España e Hits Mobile utilizzano la copertura Vodafone España.
Il gruppo dispone di infrastrutture di rete mobile, fissa / ADSL e 3G / 4G. Attualmente ha circa 24,4 milioni di case commerciabili con fibra ottica e 18 milioni con ADSL e la sua rete mobile 4G copre il 98,5% della popolazione spagnola.

### Portogallo
- NOWO: filiale che offre telefonia fissa, telefonia mobile, Internet (HFC e 4G) e televisione.